# 검정파리
검정파리(학명: Calliphora vomitoria)는 검정파리과에 속하는 곤충으로, 장소를 가리지 않고 세계 각지에 분포한다. 청파리, 류리파리(북한어)라고도 한다.

## 특징
몸길이는 1 cm 내외이고 몸빛은 금속 광택을 띤 청색이다. 다리는 검고 날개는 투명하다. 고기·동물의 시체·살아 있는 동물의 상처에 알을 낳는다. 송장이나 살아 있는 조직에 검정파리가 알을 낳았을 때는 이른바 '쉬(파리의 알)가 슬었다'고 일컫는다. 검정파리는 며칠 사이에 수천 마리의 새끼를 낳을 정도로 번식력이 매우 강하다. 나선구더기나 털구더기 같은 검정파리의 구더기는 살아 있는 동물의 살을 먹는데, 가축의 피부에 난 아물지 않은 상처에 알을 낳아 구더기가 많아지면 감염된 가축은 죽을 수도 있다. 전 세계에 분포한다.

## 사후 관련
- 사후변화가 진행될 때 가장 먼저 시체에게 온다.